# Бус, Жак
Жак Бус (фр. Jacques Buus, Якоб Бюс нидерл. Jakob Buus; около 1500, Гент — август 1565, Вена) — франко-фламандский органист и композитор позднего Возрождения, представитель нидерландской полифонической школы, был среди основоположников венецианской школы. Является одним из первых композиторов, создававших ричеркары — предшественники фуги, и известным автором шансон.

## Биография
Предполагается, что Жак Бус вероятнее всего родился во фламандском Генте около 1500 года, хотя сведений про его ранние годы недостаточно, как и обо всех композиторах того времени. Считается, что он мог получить образование или начать свою карьеру во Франции, с которой поддерживал связи на протяжении всей жизни. В 1538 году опубликовал свой первый шансон в Лионе в типографии нотного издателя Жака Модерна.
Три года спустя отправился в Венецию, где принял участие в конкурсе на должность второго органиста Собора Святого Марка; получив её, работал с первым органистом, монахом Джованни Армона. В этот период управление музыкальной капеллой осуществлял Адриан Вилларт, известный представитель франко-фламандской (нидерландской) полифонической школы и основоположник венецианской школы. Он превратил музыкальный коллектив собора в одну из самых знаменитых капелл в Европе: она уступала только Папской капелле в Риме. Бус находился в Италии до 1550 года, когда переехал во Францию, возможно из-за того, что не мог рассчитаться с долгами. Предполагается, что одной из главных причин переезда мог быть его переход в протестантизм.
В 1543 году посвятил сборник шансон герцогини Феррары (кальвинистке по вероисповеданию), а в 1550 году преподнёс в дар протестанту эрцгерцогу Австрии Фердинанду II книгу протестантских духовных шансон (фр. chansons spirituelles), послав её в Вену. В конце 1550 года переехал в столицу Священной Римской империи и занял должность при дворе Габсбургов, где оставался до конца своей жизни, игнорируя многочисленные приглашения, поступавшие из Венеции. Умер в августе 1565 года в Вене.

## Музыка
Бус сыграл значительную роль в развитии инструментального ричеркара. Он написал наиболее длинную пьесу из когда-либо созданных в этом жанре многоголосной инструментальной музыки, имеющую не менее 98 имитационных пунктов. Его ричеркары были разработаны контрапунктически с использованием всех техник фламандской полифонии, а именно аугментации, диминуции, инверсии и т. д.
Писал также вокальную сакральную музыку — мотеты и chansons spirituelles. Его мотеты напоминали аналогичные произведения Николя Гомбера: с плотной фактурой, проникающими имитациями и свободным обращением с темой.